# 勧進相撲
勧進相撲（かんじんすもう）とは、相撲の形態の一つ。現在の大相撲の源流となる。

## 概要

### 江戸時代

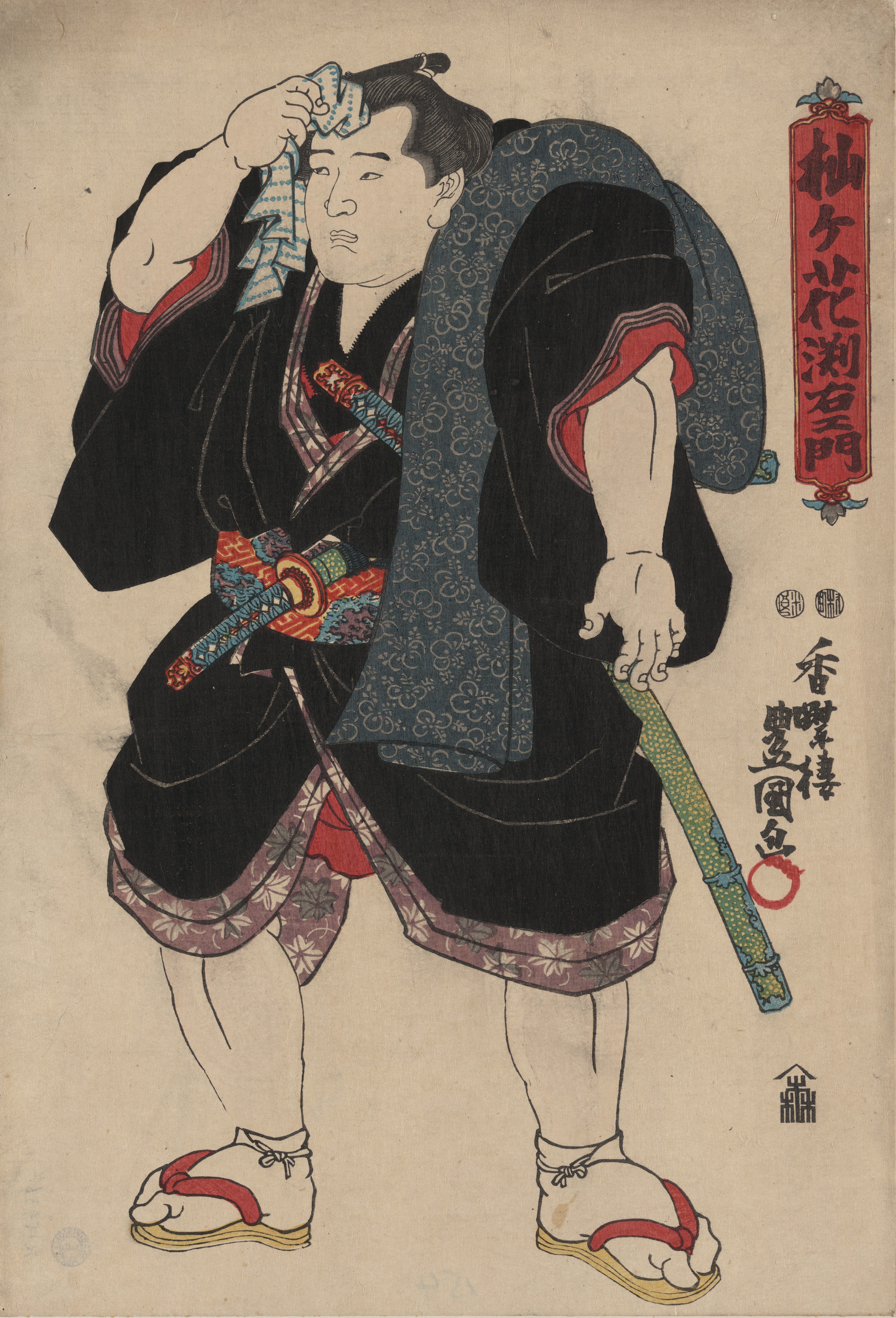
大小の刀を佩刀し武士と同じ待遇であった力士

戦国時代の日本において、貴族の都落ちに従って京都の文化が全国に広がった。その中に土地相撲があり、やがて、相撲を本職として巡業などで生計を立てる相撲人が現れるようになった。一方で、神社仏閣の建築修復の資金調達のための興行を勧進といったが、神社の祭礼に相撲が行われることが多かった（神事相撲）ことにあやかり、営利目的であるにもかかわらず「勧進相撲」と称して興行をすることが常態化した。主な相撲集団としては秋田、南部、津軽、仙台、江戸、尾張、紀伊、京、大坂、讃岐、播磨、因幡、長崎、肥後、薩摩などがあり、特に江戸、京都、大坂の三都相撲が盛んであった。
その起源は定かでないが、文禄・慶長の頃（1600年前後）には上方では盛んに巡業が行われていた。江戸では、1624年、四谷塩町長禅寺（笹寺）において明石志賀之助が行ったのが初例とされる。しかし勝敗をめぐり喧嘩が絶えず、浪人集団との結びつきが強いという理由から、各地で勧進相撲は禁止された。江戸幕府は慶安元年（1648年）に「風紀を乱す」という理由で勧進相撲禁止令を出している。1648年から幕府によってたびたび禁止令が出されていた。
ところが、1657年の明暦の大火により多数の寺社再建が急務となり、またあぶれた相撲人が生業が立たず争い事が収まらなかったため、江戸においては1684年、寺社奉行の管轄下において、職業としての相撲団体の結成と、年寄による管理体制の確立を条件として勧進相撲の興行が許可された。この時、興行を願い出た者に、初代の雷権太夫がいて、それが年寄名跡の創めともなった。最初の興行は前々年に焼失し復興を急いでいた江戸深川の富岡八幡宮境内で行われた。以降も、興行場所は街中（辻相撲）ではなく、寺社の境内で行うのが常例となる（辻相撲の頃は、町奉行の管轄にあった）。その他の地域では、例えば京都相撲は暫くの間は文字通りの「勧進」相撲として興行していた。
その後興行は江戸市中の神社（富岡や本所江島杉山神社、蔵前八幡、芝神明社など）で不定期に興行していたが、寛保2年（1742年）に江戸で勧進興行のすべてにわたって解禁されるのと前後して興行形態がととのい、1744年から季節毎に年4度（春は江戸、夏は京、秋は大坂、冬は江戸）の「四季勧進相撲」を実施するという体制が確立した。
この頃には勧進の意味は薄れて相撲渡世が濃くなり、1733年から花火大会が催されるなど江戸の盛り場として賑わいを見せていた両国橋左岸の本所回向院で1768年に最初の大規模な興行が行われた。ここでの開催が定着したのは1833年のことである。
『相撲傳書』によると、この頃は土俵はなく「人方屋」という見物人が直径7 - 9メートル（m）（4 - 5間）の人間の輪を作り、その中で取組が行われた。17世紀半ばには格闘技のリングのように柱の下へ紐などで囲った場所で行われた。それが後に俵で囲んだ四角い土俵になった。次に1670年頃に土俵の四隅に四神を表す4色の布を巻いた柱を立て、屋根を支えた方屋の下に五斗俵による3.94 m（13尺）の丸い土俵が設けられた。18世紀始めに俵を2分の1にし地中に半分に埋めた一重土俵ができた。これに外円をつけて二重土俵（これは「蛇の目土俵」とも言う）となった。これは内円に16俵、外円に20俵用いることから「36俵」と呼ばれた。
興行における力士の一覧と序列を定めた番付も、この頃から、相撲場への掲示用の板番付だけでなく、市中に広めるための木版刷りの形式が始まった。現存する最古の木版刷りの番付は、江戸では1757年のものであるが、京都や大坂では、それよりも古いものが残されている。
江戸・京都・大坂の三都の間では、各団体間の往来は比較的自由であり、江戸相撲が京都や大阪へ出向いての合併興行（大場所）も恒例としてほぼ毎年開催された。力量も三者でそれほどの差はなかった。しかし江戸相撲は、1789年11月、司家の吉田追風から二代目・谷風梶之助、小野川喜三郎への横綱免許を実現。さらに征夷大将軍徳川家斉観戦の1791年上覧相撲を成功させる。雷電爲右衞門の登場もあって、この頃から江戸相撲が大いに盛り上がった。やがて、「江戸で土俵をつとめてこそ本当の力士」という風潮が生まれた。幕末にかけて、江戸相撲の優位が徐々に形作られてゆくことになる。
1827年、江戸幕府が「江戸相撲方取締」という役を江戸相撲の吉田司家に認めた。
幕末に「相撲VSレスリング」や「相撲VSボクシング」の異種試合が行われた事がある。また、アメリカ合衆国海軍のマシュー・ペリー提督が黒船で来航した1853年6月11日）に、雷權太夫や玉垣額之助ら年寄総代は文書により攘夷協力を番所に申し出している。一方、翌年ペリーが再来日して条約を締結した際には、米国へ返礼として贈られた米200俵を江戸相撲の力士たちが軽々と運び、米軍人を驚嘆させた。
1863年6月3日、大阪北新地で壬生浪士組（後の新選組）と死傷事件を起こした。大坂相撲の力士で死亡したのは中頭の熊川熊次郎（肥後出身）であった。この事件の手打ちとして京都での興行では京都、大阪の両相撲が協力した。力士の中には、後に勤皇の志士となった者もいた。

### 明治・大正

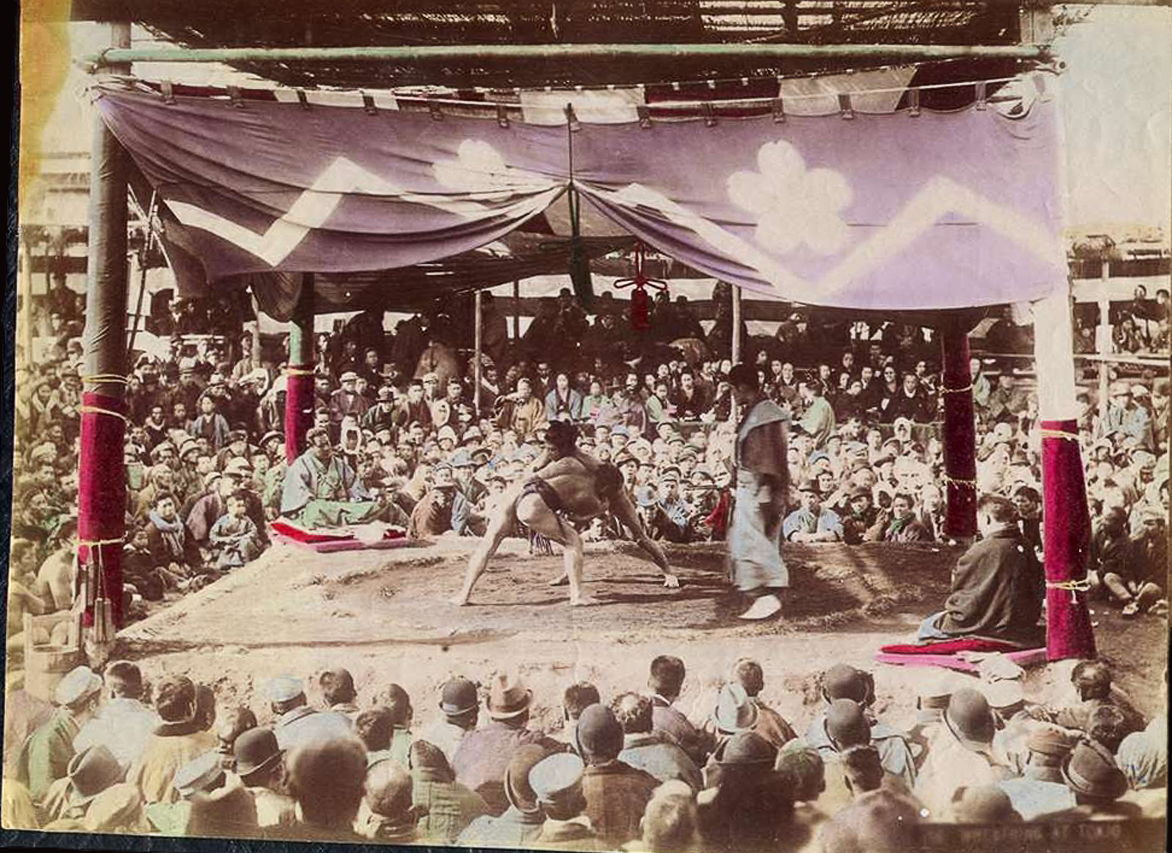
明治中頃

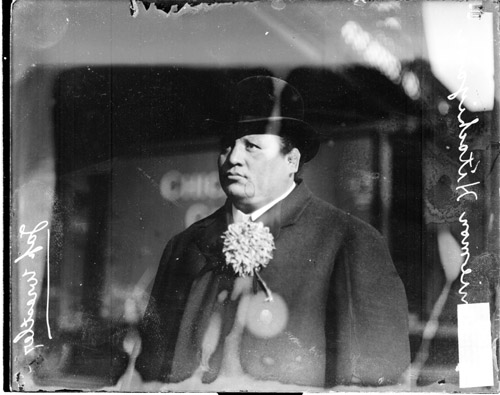
訪米中の常陸山

明治維新と文明開化に伴い、欧化主義者を中心に「相撲禁止論」が唱えられた。これを払拭するために相撲会所は1876年に幕下以下から選抜した力士による「消防別手組」の設立を申し出て消火活動に参加したり、九州巡業中に起きた秋月の乱では初代梅ヶ谷らが残党の捕縛を行ったりするなど土俵外での活躍を見せた。1884年には自らも相撲を取ることの多かった明治天皇およびその意を受けた伊藤博文らの尽力により、天覧相撲が実現され、大相撲が社会的に公認されることにより危機を乗り越えることができた。この天覧相撲の力士は58連勝（史上3位）を記録した15代横綱初代・梅ヶ谷藤太郎であった。
東京大角力協会（1889年に東京相撲会所から改称）と大阪相撲協会ができ、組織としての形態が確立した。1890年に入幕から39連勝で大関に駆け上がった初代・小錦八十吉と横綱免許を受けた大関初代・西ノ海嘉治郎のねじれ現象の解決のため、番付に初めて〈横綱〉の表記が登場する。これはなかば偶然の産物ではあったが、これをきっかけに横綱・大関が実質的な地位として確立していくようになる。
この頃から映像が映され出し、小錦や大砲が映された貴重な映像（1900年撮影）が現存している。
20世紀の変わり目の頃には、横綱常陸山谷右エ門（1896年に名古屋相撲から大阪相撲へ、後広島相撲から東京相撲へ）と二代目・梅ヶ谷藤太郎の「梅常陸時代」による東京相撲の隆盛が生じ、東京が相撲の中心という意識が広がっていく。
1907年、常陸山が渡米した。この渡米は日本国外に相撲を本格的に紹介する最初の出来事であった。
1909年6月2日、初の常設相撲場となる両国国技館の落成。土俵入りは、東の横綱、常陸山と西の横綱、梅ヶ谷により行われた。これに並行して投げ祝儀の禁止、力士の羽織袴での場所入り、行司の烏帽子直垂着用、幟・積樽の廃止、東西制の導入などにより相撲の近代スポーツ化がすすめられた。東西制は団体優勝制度であり、優勝旗が授与された。時事新報社の優勝額贈呈により、現在の優勝制度が始まる。それまでは幕内力士の出場がなかった千秋楽にも、幕内全力士が出場するようになり、名実共に10日間興行の体裁が整った。興行日数は、1923年5月から11日間に増加した。
1910年5月の夏場所に行司の衣装がそれまでの裃、袴から烏帽子、直垂となった。
1913年2月、東京と大阪の両角力協会が和解。東西合併大相撲を東京で開催。
1915年3月12日、紛争があり、興行が無期延期となる。
1917年11月29日に両国国技館が火災で焼失し、一時期靖国神社境内で本場所が行われたこともあった。
興行としての相撲が定着することで、力士の待遇の近代化への要求があらわれ、いくつかの紛擾事件が起きるようになった。東京相撲では、1923年に三河島事件と呼ばれる力士待遇の改善を求めるストライキが発生し、その処理を巡って横綱大錦卯一郎が廃業する事件が起こる。大阪相撲においても同年龍神事件と呼ばれる紛擾が発生し、力士他多くの関係者が廃業し、大阪相撲の実力が低下する。1923年9月1日の関東大震災により両国国技館も屋根柱などを残して焼失。1924年1月春場所は、両国国技館再建中のために名古屋で開催された。それを不満に思った一部の力士は、本場所に出場しなかった。
大正14年（1925年）、東京相撲が大阪相撲を吸収合併することにより勧進相撲の組織は日本相撲協会に一元化され、現在の大相撲が誕生した。

### 昭和以降の「勧進相撲」
以降も、「勧進元」という呼称は、慣習として昭和19年（1944年）まで残っていた。名残として、地方巡業の主催者のことを勧進元とよぶことが多い。
日本相撲協会になってから文字通りの「勧進相撲」が執り行われた例として、1962年10月に本場所と同じ15日間興行で、大阪府の四天王寺の再建復興を目的とした「四天王寺復興勧進大相撲」が行われた。2024年4月16日には、令和6年能登半島地震復興のための義援金募集の一環として、両国国技館で62年ぶりとなる「能登半島地震復興支援勧進相撲」が花相撲の形式で行われた。

## 特徴
勧進相撲の諸制度は大相撲に直接受け継がれており、特に江戸相撲のそれは後継組織である大相撲に多大に影響を与えている。しかし特にその初期においては、現在の大相撲にはない慣習があった。例えば、
- 実力がない力士を看板大関としていきなり最高位に附け出すなど、前場所の地位と成績から概ね機械的に番付編成が行われる現在とは違い、興行性が多分に重視されていた。
- 大名による抱え制度があり、番付や勝敗は外部からの圧力にさらされており、星取にも預りが存在した。
- 勧進元と力士との雇用関係も永続的に強固なものがあるわけではなく、勧進元が各地の力士集団を場所単位で招聘するという形式をとっていたため、労使関係は勧進元が圧倒的に優位であり、力士の福利厚生は不安定であった。明治初期に高砂浦五郎が待遇改善を要求したのを皮切りに、昭和初期まで労働争議による場所の延期、力士集団の分派が散発した。